# Gatto polidattile

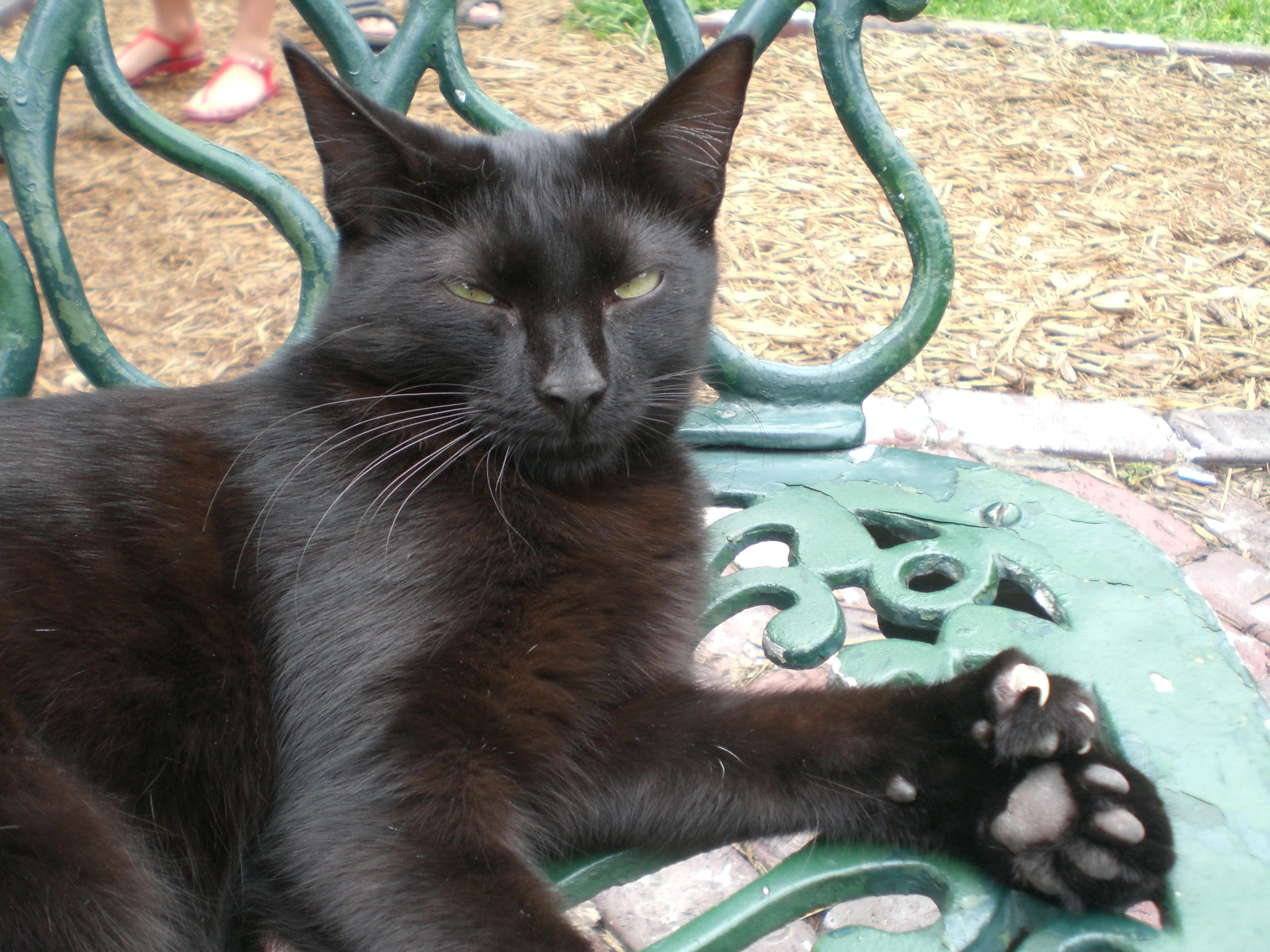
Un gatto polidattile con sette dita per zampa

Un gatto polidattile possiede un numero di dita superiore al normale nelle zampe a causa di un'anomalia fisica congenita.

## Descrizione
Normalmente i gatti hanno cinque dita in ciascuno degli arti anteriori e quattro negli arti posteriori. I gatti polidattili arrivano ad avere fino a sette dita per ogni zampa, con varie combinazioni, anche se tipicamente le coppie di zampe anteriori e posteriori ne contengono lo stesso numero.
La polidattilia è più comune negli arti anteriori ed è raro che si manifesti solo negli arti posteriori.
La condizione non è debilitante per l'animale. Inizialmente possono presentarsi delle difficoltà nel camminare e nell'arrampicarsi, ma in alcuni casi le capacità del gatto sono migliorate. Se esiste un sesto dito opponibile ad esempio il gatto è capace di afferrare gli oggetti con una sola zampa.

## Storia
La condizione si manifesta comunemente fra i gatti della costa orientale degli Stati Uniti e nel sud-ovest dell'Inghilterra e nel Galles. Alcune fonti indicano che la carenza di gatti con questa caratteristica in Europa è dovuta allo sterminio causato nel Medioevo in cui essi sarebbero stati uccisi perché considerati spiriti familiari delle streghe. 
Nella Marina militare britannica, a partire dal 1500 fino a dopo le guerre napoleoniche, i gatti polidattili erano considerati dei portafortuna e di buon auspicio sia per la navigazione che per l'esito delle battaglie.
Tiger, un gatto canadese, è stato riconosciuto secondo il Guinness dei primati come il gatto col maggior numero di dita, ovvero 27.

## Specie
Ernest Hemingway amava i gatti con questa condizione, un gatto di nome Biancaneve con sei dita gli era stato regalato da un capitano di mare. Alla sua morte nel 1961 la sua casa divenne un museo e una casa per i suoi gatti. Oggi la casa contiene circa cinquanta gatti loro discendenti, la metà dei quali è polidattile.
La polidattilia è stata anche osservata nei grandi felini.

## Galleria d'immagini

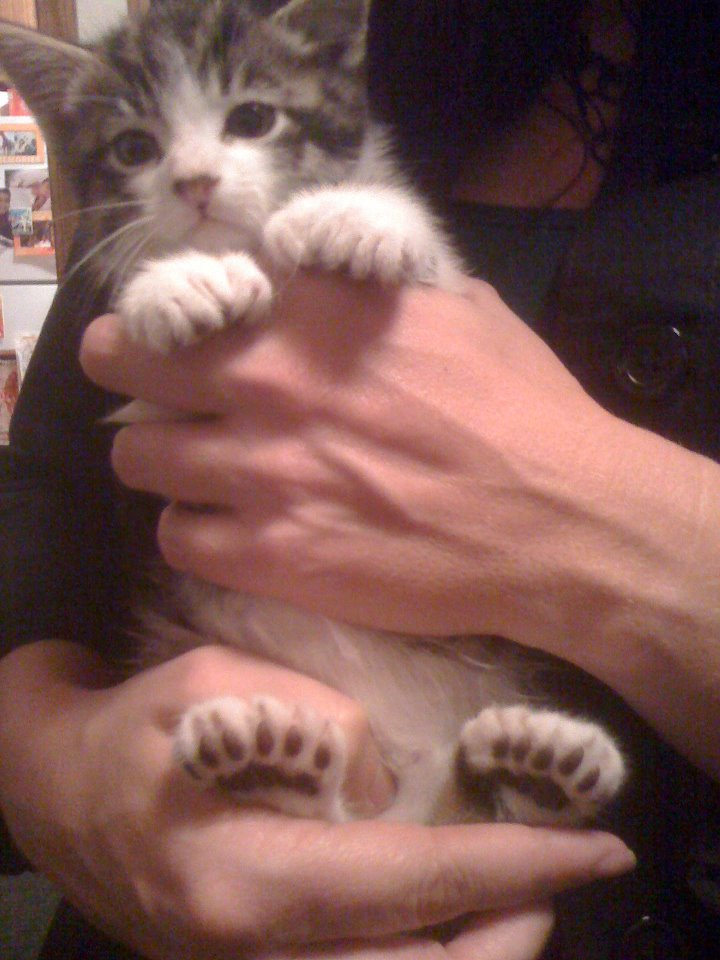
Un gattino con 23 dita
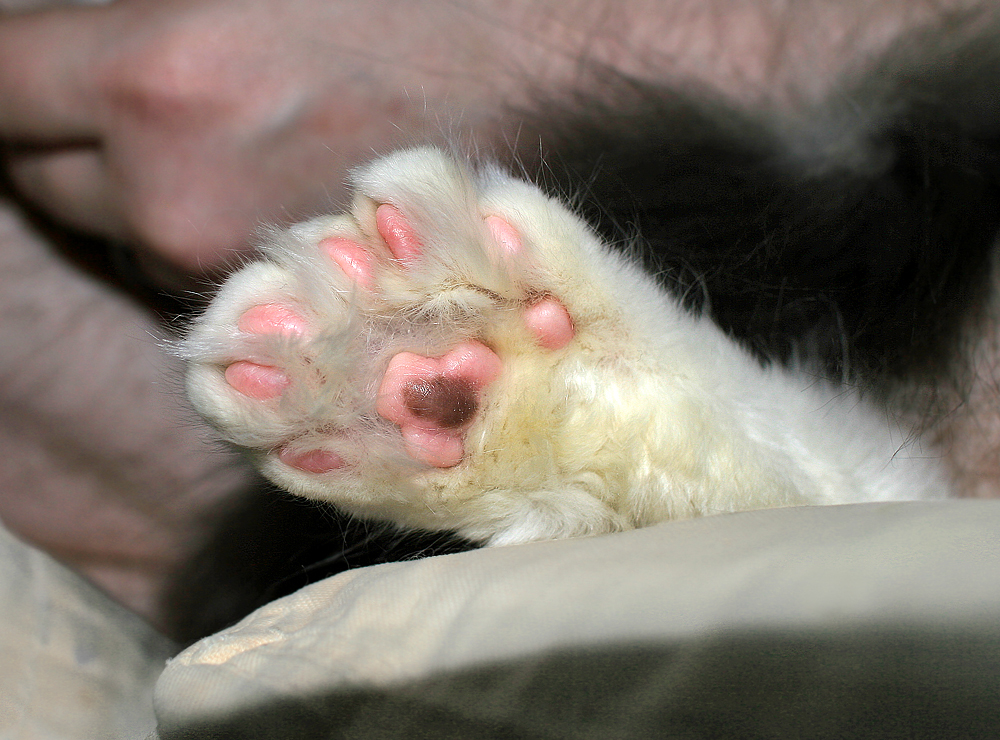
Dettaglio di una zampa con 7 dita
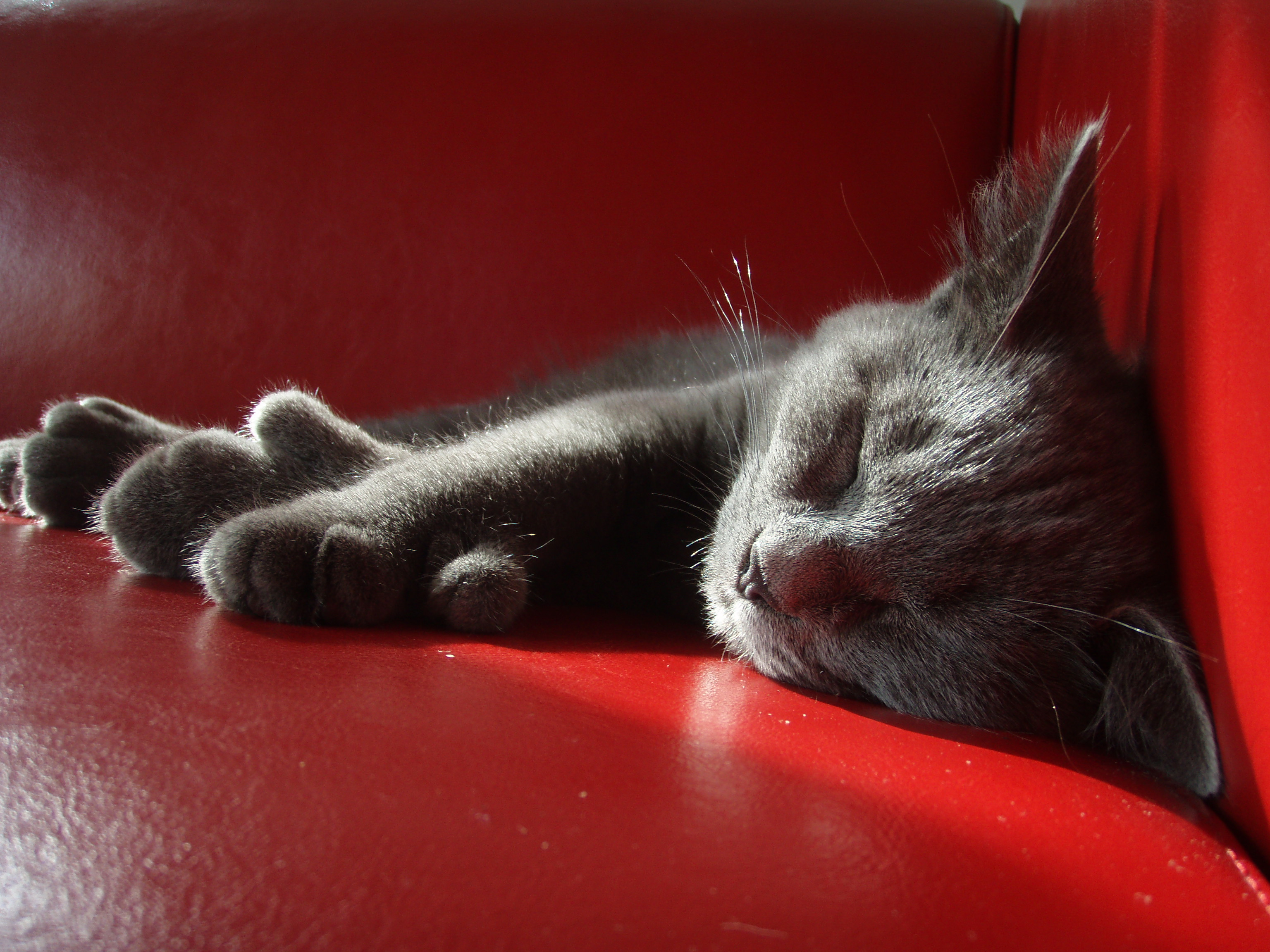
Certosino polidattile